# Zuluirissläktet
Zuluirissläktet (Dietes) är ett släkte i familjen irisväxter med fem arter från Afrika. De kan odlas som krukväxter i Sverige.